# Kanariegransångare
Kanariegransångare (Phylloscopus canariensis) är en fågel i familjen lövsångare inom ordningen tättingar. Den är stannfågel på Kanarieöarna, där beståndet anses vara livskraftigt. Tidigare behandlades den som underart till gransångaren men urskiljs numera allmänt som egen art.

## Utseende och läte

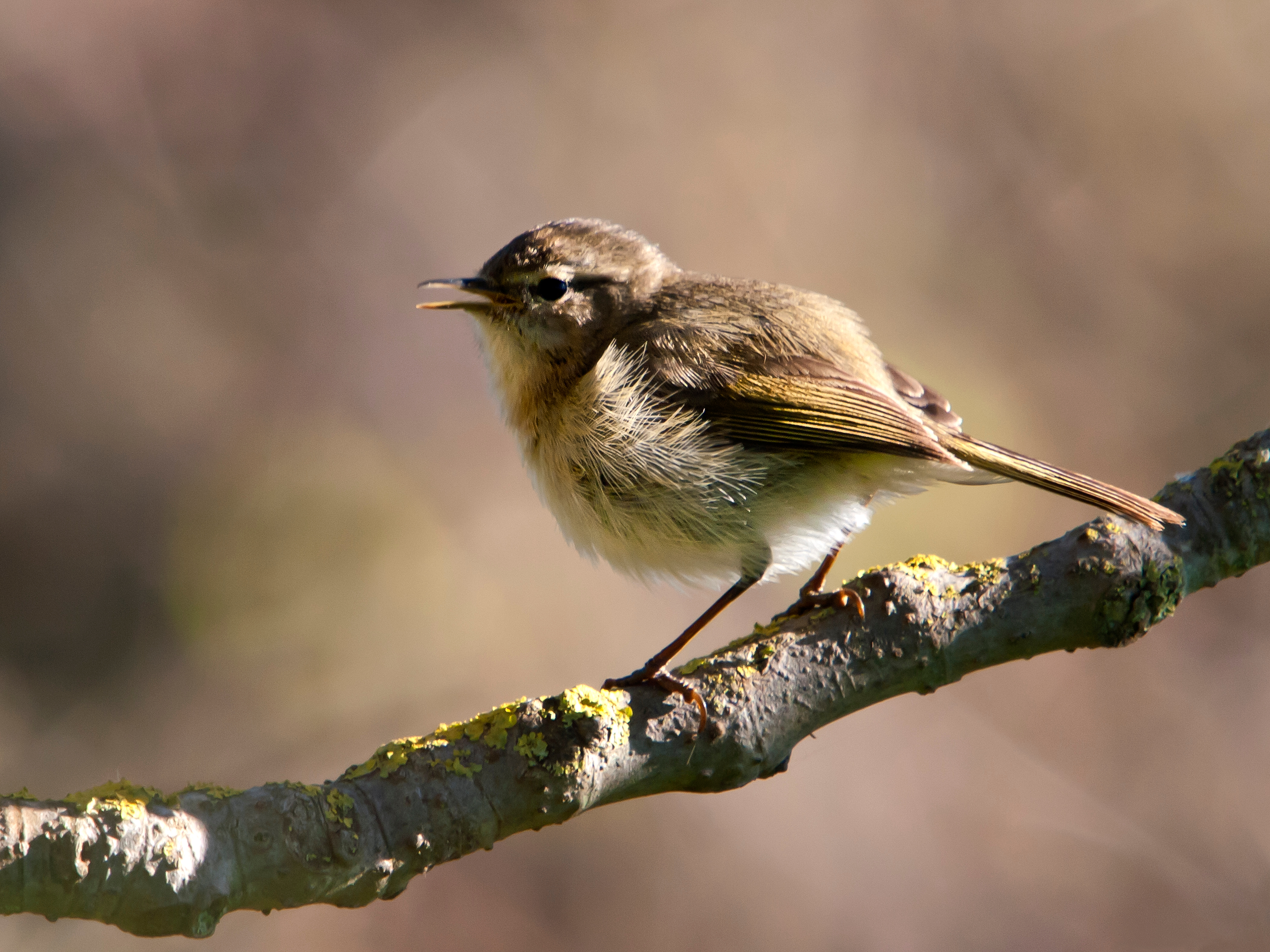

Kanariegransångaren skiljer sig från gransångaren i morfologi, läte och genetik, och är inte sympatrisk med några andra arter inom gransångarkomplexet. Den är mindre än gransångaren och har kortare och rundare vingar. Kanariegransångaren är olivbrun ovan och brungul på bröst och sidor. Den har en rik djup sång som ljuder tjipp-tjip-tjip-tjipp-tjipp-tjip, och ett lockläte som liknar gransångarens.

## Utbredning och systematik

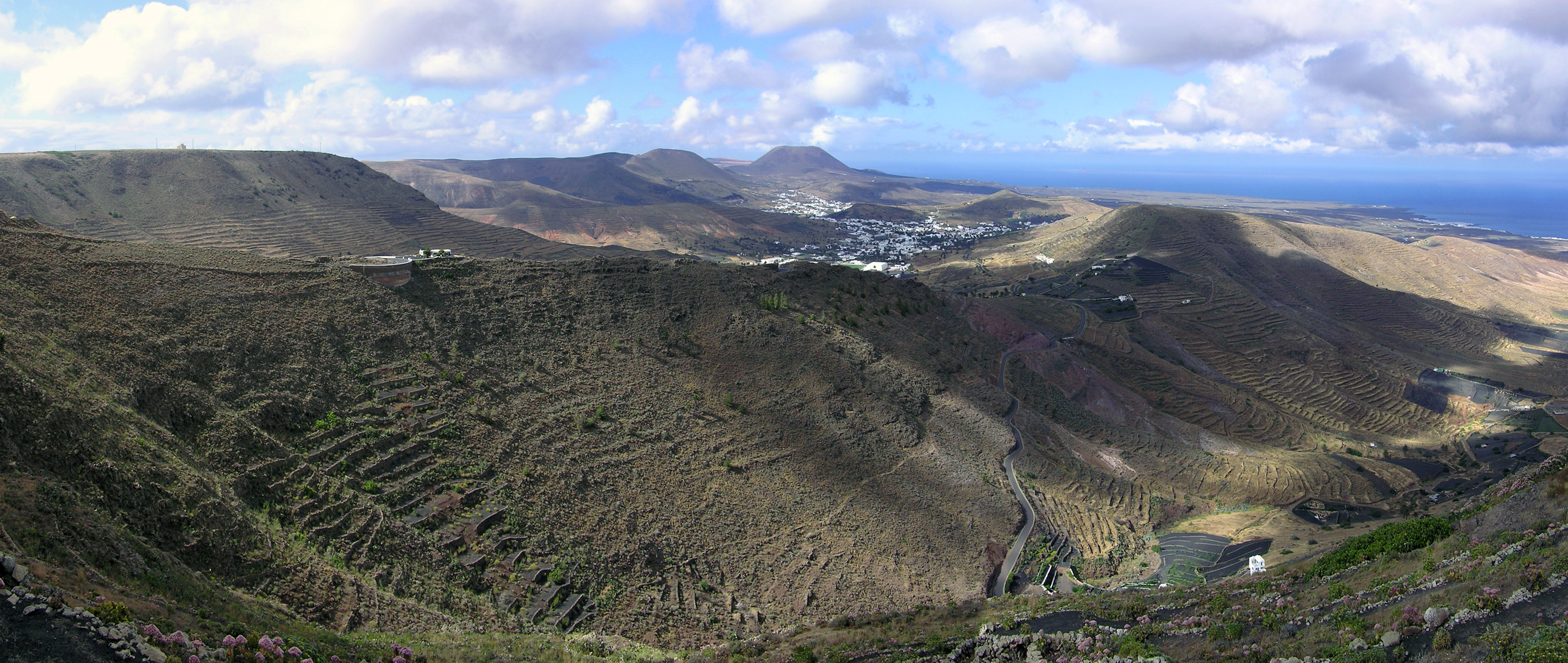
I stort sett hela det historiska utbredningsområdet för den utdöda underarten P. canariensis exsul visas på detta foto.

Kanariegransångaren förekommer i Kanarieöarna. Den delas in i två underarter med följande utbredning:
- Phylloscopus canariensis canariensis – förekommer på Kanarieöarna (La Palma, Hierro, Gomera, Teneriffa och Gran Canaria)
- Phylloscopus canariensis exsul – förekommer på Lanzarote och möjligen Fuerteventura (nordöstra Kanarieöarna)

Underarten exsul betraktas sedan 1986 som utdöd, men dog förmodligen ut mycket tidigare. Den var blekare ovan och mindre rödaktig under än sin västliga släkting, och hade ett strävare läte. Den kan ha varit en distinkt art  Orsakerna till dess utdöende är oklara, men den tycks alltid ha varit sällsynt och haft en liten utbredning, som endast omfattade Haríadalen på Lanzarote och möjligtvis några områden på Fuerteventura.

### Familjetillhörighet
Lövsångarna behandlades tidigare som en del av den stora familjen sångare (Sylviidae). Genetiska studier har dock visat att sångarna inte är varandras närmaste släktingar. Istället är de en del av en klad som även omfattar timalior, lärkor, bulbyler, stjärtmesar och svalor. Idag delas därför Sylviidae upp i ett antal familjer, däribland Phylloscopidae. Lövsångarnas närmaste släktingar är familjerna cettior (Cettiidae), stjärtmesar (Aegithalidae) samt den nyligen urskilda afrikanska familjen hylior (Hyliidae).

## Levnadssätt
Kanariegransångaren förekommer året runt i skogar och dungar med ordentlig undervegetation, även i trädgårdar och nära odlingsbygd. Den lever av olika sorters insekter, men dricker också nektar. Fågeln häckar mellan januari och juni.

## Status och hot
Trots sitt begränsade utbredningsområde kategoriserar internationella naturvårdsunionen arten som livskraftig (LC) med tanke på att den är relativt talrik. Beståndsutvecklingen är dock oklar. Världspopulationen uppskattas till 20 000–100 000 häckande par.